# Morton (Vienne)
Morton település Franciaországban, Vienne megyében. Lakosainak száma 368 fő (2022. január 1.). Morton Épieds, Raslay, Saint-Léger-de-Montbrillais, Saix és Les Trois-Moutiers községekkel határos.

## Népesség
A település népességének változása:
| Lakosok száma | 357  | 348  | 353  | 346  | 347  | 348  | 359  | 358  | 368  |
|               | 2013 | 2015 | 2016 | 2017 | 2018 | 2019 | 2020 | 2021 | 2022 |